# The Fatal Black Bean

The Fatal Black Bean est un film américain muet réalisé par Raoul Walsh et sorti en 1915.

## Fiche technique
- Titre original : The Fatal Black Bean
- Réalisation : Raoul Walsh
- Société de production : Majestic Motion Picture Company
- Société de distribution : Mutual Film
- Pays d’origine :  États-Unis
- Langue originale : anglais
- Format : noir et blanc — 35 mm — 1,37:1 — film muet
- Genre : drame
- Durée : une bobine - 300 m
- Date de sortie :
  - États-Unis : 23 février 1915
- Licence : Domaine public

## Distribution
- Miriam Cooper : Anita
- Elmer Clifton : Gordon
- Raoul Walsh : Pedro
- Eagle Eye
- Jennie Lee